# Il segreto del medaglione
Il segreto del medaglione (The Locket) è un film del 1946 diretto da John Brahm.
La pellicola è un thriller psicologico con spiccato accento noir, esaltato dalla fotografia di Nicholas Musuraca. È ricordato soprattutto per la complessa struttura a flashback annidati che favorisce l'introspezione psicologica dei personaggi.

## Trama
A New York, mentre è in corso il party che precede il proprio matrimonio, John Willis riceve un uomo, il dottor Harry Blair che lo avverte di non sposarsi. Blair mette in guardia Willis dalla dolce e suadente Nancy essendone stato vittima lui stesso.
Con un lungo racconto, Blair espone tutta la sua travagliata storia con Nancy, inserendo anche la vicenda del precedente compagno, l'artista Norman Clyde, che è poi la persona che scoprì quello che è forse l'episodio chiave nella vita della donna. Da bambina, infatti, venne ingiustamente accusata del furto di un medaglione dalla donna presso la quale la madre prestava servizio e la cui figlia era la sua più grande amica. Cacciata con la madre e persa la cara amica che quel medaglione regalò a lei prima che sua madre le imponesse una marcia indietro per via del valore ingente dello stesso, Nancy divenne una cleptomane, bugiarda e, forse, anche assassina.
Willis non crede a quanto gli è stato raccontato e, per niente allarmato, decide di sposarsi. Nancy, già in abito da sposa, riceve dalla suocera quel medaglione tanto desiderato. John è infatti il fratello della sua amica d'infanzia, morta qualche anno prima. Rivivere il trauma sofferto da bambina scatena però un crescendo di emozioni che fa sì che Nancy abbia un collasso psicologico che la fa svenire prima di arrivare all'altare.
Dopo lo choc Nancy è regredita ad uno stato infantile ma Willis, nonostante tutto, decide di starle vicino.

## Doppiaggio italiano
Per la prima messa in onda del film, esso fu ridoppiato su dialoghi di Enrico Lazzareschi che curò anche la direzione del doppiaggio assistito da Paolo Magliozzi.